# Nos 18 ans
Nos 18 ans (literal, Nuestros 18 años) es una película de comedia adolescente francesa dirigida por Frédéric Berthe y estrenada en 2008. Es una nueva versión de la película italiana de 2006 Notte prima degli esami ("La noche antes de los exámenes"), escrita y dirigida por Fausto Brizzi. En inglés fue titulada School's Out. 

## Trama
La cinta aborda la vida de dos grupos de adolescentes franceses en 1989, durante la preparación de la selectividad y la obtención del título de Bachillerato. La película presenta una serie de homenajes a los años 1980.

## Reparto
- Théo Frilet : Lucas
- Valentine Catzéflis : Clémence
- Michel Blanc : profesor Martineau
- Arthur Dupont : Maxime
- Julia Piaton : Sarah
- Liza Manili : Alice
- Pierre Boulanger : Richard
- Bernadette Lafont : Adèle
- Venantino Venantini : Marcello
- Maruschka Detmers : Clémence's mother
- Iris Besse : Valentine
- Annabel Rohmer : Clarisse
- Bartholomew Bouteillis : Yvan
- Pierre Niney : Loïc
- Lucy Ferry : Laura
- Aurélie Cabrero : Princess Leia
- Sylvain Levitte : Edgar Le Prince
- Sébastien Houbani : "Michael Jackson"
- Eric Naggar : director
- Xavier Gallais : ginecólogo
- Roger Contebardo : Werner

## Banda sonora
La banda sonora incluye muchos éxitos que evocan los años 80:
- Yelle : "Nos 18 años"
- La cura : "Cerca de mí"
- Teléfono: "Ca c'est vraiment toi"
- S'express : "Tema de s'express"
- Simply Red : "Si aún no me conoces"
- 10cc : "No estoy enamorado"
- The Buggles : " El vídeo mató a la estrella de la radio "
- Marino Marini : "Ven Prima"
- Metiswing : "De cuba trango este son"
- Dexys Midnight Runners : " Vamos Eileen "
- Mano Negra : "Mala Vida"
- ¡Zam! : " Despiértame antes de que te vayas "
- David Bowie : "Amor moderno"
- Rickie Lee Jones : "El sábado por la tarde de 1963"
- El Hermoso Sur : “Canción para quien”
- The Jam : "Pueblo llamado Malicia"
- Les Rita Mitsouko : "Andy"